# Axel B. Storm
Axel B. Storm, svensk tecknad serie av Hans Lindahl. Serien blev startskottet för Hans Lindahls karriär som professionell serieskapare.

## Utgivning
Två avsnitt av "Axel B. Storm" publicerades i Svenska Serier:
- "Smuggelgods", Svenska Serier nr 2/1981
- "Operation desarmering", Svenska Serier nr 3/1981